# Zirbenlikör

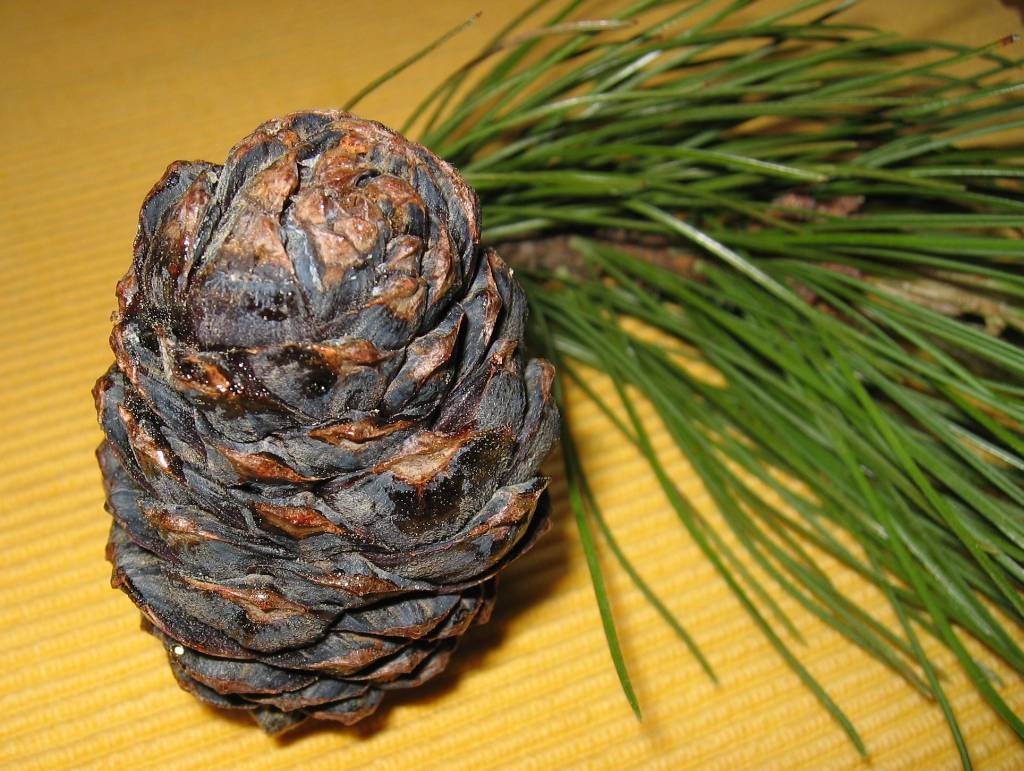
Zirbenzapfen („Zirbelnuss“)

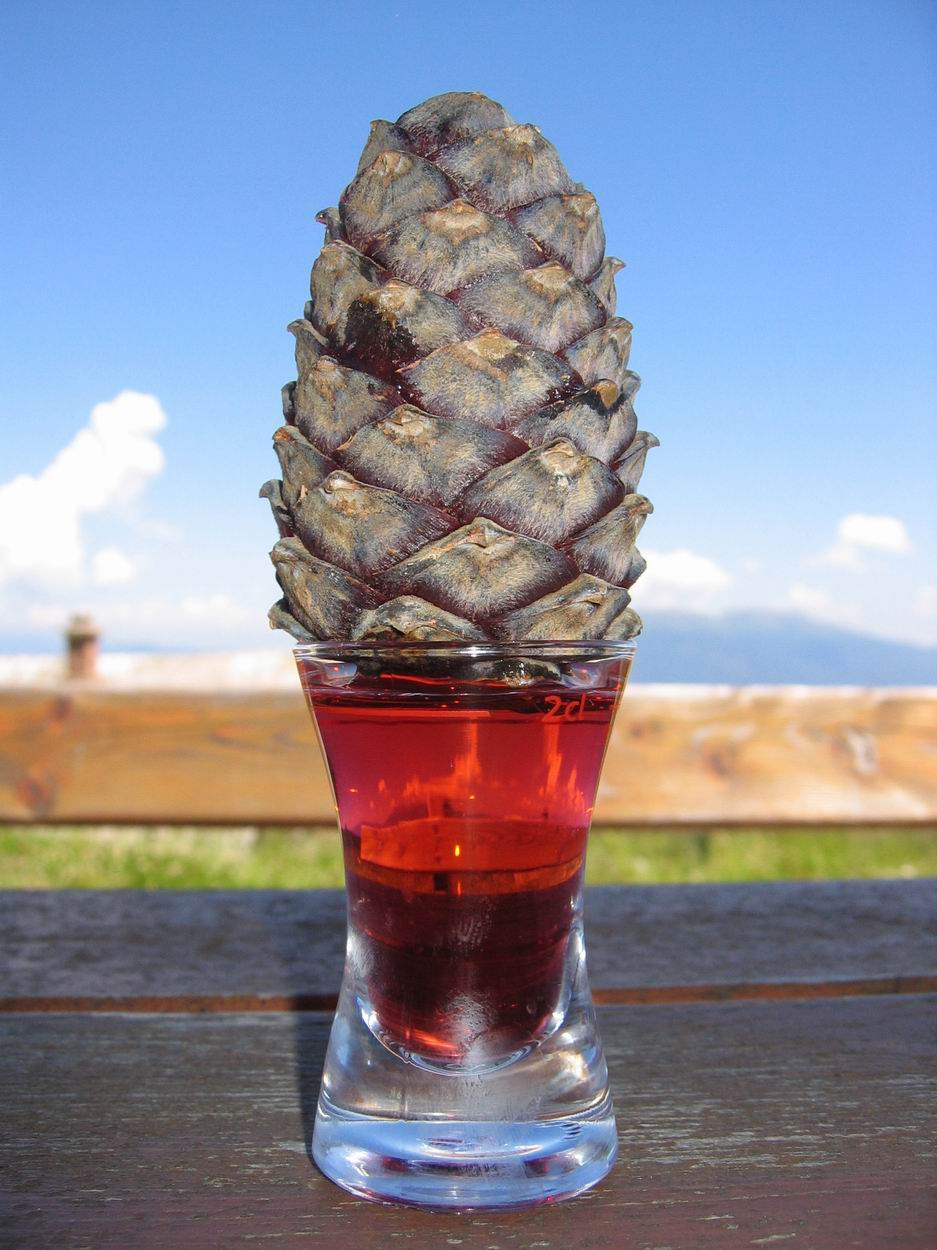
Glas mit Zirbenlikör

Zirbenlikör, Zirbengeist oder Zirbenschnaps sind Spirituosen, die durch Zapfen der Zirbelkiefer veredelt wurden.
Sie werden in den Alpenländern, vor allem in Österreich, hergestellt, denn vor allem dort wachsen im Hochgebirge oberhalb einer Höhe von rund 1500 m die Zirbelkiefern.

## Herstellungsweise
Es gibt mehrere Varianten der Herstellung:

### Herstellung von Zirbenlikör
Die roten Zirbenzapfen, die noch voll im Saft stehen, also noch nicht verholzt sind, werden im Sommer zwischen Ende Juni bis Mitte Juli gesammelt. Die Ernte ist mühselig, da sich die Zirbenzapfen nur von Hand pflücken lassen. Zirben sind in manchen Gegenden unter Naturschutz gestellt, die Zapfenernte darf dort nicht erfolgen. Zur Herstellung werden die Zirbenzapfen in etwa drei bis fünf Millimeter breite Scheibchen geschnitten und ungefähr fünf bis sechs Wochen in Kornbrand eingelegt. Da der Kornbrand im Gegensatz zu Obstbrand einen geringeren Eigengeschmack aufweist, erhält man reinen Zirbengeschmack.
Während dieser Zeit muss das Glas ab und zu geschüttelt werden. Die Stoffe gehen durch Mazeration in den Schnaps über. Die dann braune Flüssigkeit wird über einen Kaffeefilter oder ein Leintuch gefiltert, um die Trubstoffe zu entfernen. Schließlich wird Zucker, Kandis oder Honig hinzugefügt, um den herben Geschmack abzumildern. Damit sich der Zucker nicht absetzt, muss öfter umgerührt werden.

### Herstellung von Zirbengeist
Statt zu filtern und Zucker zuzugeben, kann man die Flüssigkeit brennen und man erhält Zirbengeist.
Es gibt auch eine Variante zur Herstellung von Zirbengeist mit verholzten Zapfen, dabei werden ab Oktober die verholzten Zapfen gesammelt und die Kerne herausgelöst, zerkleinert, mit Kornschnaps vermischt und direkt gebrannt. Dadurch werden lediglich die ätherischen Öle mit ihren natürlichen Aromastoffen beim Brennen mitgerissen und man erhält dabei glasklaren Zirbengeist mit einem starken Zirbenaroma.

## Verwendung
Zirbenlikör wird wegen der enthaltenen ätherischen Öle gegen Erkältungen der Bronchien eingesetzt.
Zirbengeist wird sowohl zum Einreiben schmerzender Gliedmaßen zur Beschleunigung des Regenerationsprozesses der Muskeln als auch als Genussmittel (Spirituose) verwendet.

## Quelle
- Michael Machatschek: Die Zirbe – Obstbaum unter den Nadelbäumen – Über die Verwendung der Zirbenzapfen, in: Der Alm- und Bergbauer, 11/99, S. 18–20, Online (PDF; 156 kB)